# Carl Emil Pettersson
Carl Emil Pettersson (Estocolmo, 23 de octubre de 1875 – Sídney, 12 de mayo de 1937) era un marinero sueco que se convirtió en rey de la Isla de Tabar en Papúa Nueva Guinea después de naufragar allí en 1904. Está considerado como la inspiración para Ephraim Longstocking, el padre de la protagonista de la serie infantil Pippi Longstocking de la autora Astrid Lindgren.

## Biografía

### Primeros años
Pettersson era uno de los seis hijos de Carl Wilhelm y Johanna Pettersson. Su padre abandonó la familia, y Carl inició la carrera de marino alrededor de 1892, con unos 17 años de edad. Más tarde, alrededor de 1898, terminó en el Archipiélago Bismarck de Guinea Nueva alemana, donde trabajó para la casa comercial alemana Neuguinea-Compagnie con sede en Kokopo.

### Naufragio
Durante un viaje de reclutamiento en el Pacífico, el barco Herzog Johan Albrecht (Duque Johan Albrecht) se hundió el Día de Navidad de 1904, cerca de la Isla de Tabar, provincia de Nueva Irlanda. Fue llevado hasta cerca de un poblado y arribó en un seto de hibisco, donde fue inmediatamente rodeado por isleños. El canibalismo no era raro en aquel tiempo, y a pesar de que Pettersson era extrañamente fuerte, no hubiera tenido oportunidad contra ellos, pero los isleños lo llevaron ante su rey, y la hija de éste se enamoró de él. En 1907 se casó con la princesa Singdo, hija del rey local, Lamy.
Comenzó con el negocio de copra y llegó a tener su propia plantación de cocos a la que llamó Teripax. Fue rey después de la muerte de su suegro. Su apodo entre los lugareños era "Strong Charley"(Charly el fuerte) y, en efecto, fue conocido por su fuerza física. Los diarios suecos imprimieron una serie de historias sobre Pettersson y sus aventuras.

### Vida posterior
Los negocios prosperaron y amplió sus propiedades con dos plantaciones: primero Maragon en la isla Simberi y después en Londolovit, en el archipiélago de Lihir. Pettersson respetaba las costumbres locales y se preocupaba por sus empleados, algo inusual en aquella época. Por ello, era muy popular entre los lugareños. Su matrimonio con Singdo dio lugar a una familia de nueve hijos, uno de los cuales murió en la infancia. Su esposa falleció en 1921 de fiebre puerperal.
En 1922, Pettersson viajó a Suecia, en parte para buscar una nueva esposa que pudiera cuidar de sus hijos. Allí también visitó a su viejo amigo Birger Mörner, a quien había conocido en el Pacífico Sur. Luego conoció a la anglosueca Jessie Louisa Simpson; juntos regresaron a la isla de Tabar, donde se casaron en 1923. Durante la ausencia de Pettersson, la plantación había decaído y él estaba al borde de la bancarrota. Además, él y su esposa padecían malaria. Reconstruyó su plantación con mucho esmero, pero las malas inversiones y las precarias condiciones del mercado dificultaron la recuperación.
Sin embargo, Pettersson encontró un yacimiento de oro en la isla Simberi, que mantuvo en secreto durante años. Hoy en día, el archipiélago Tabar alberga uno de los mayores yacimientos de oro del mundo. Tras un cambio de suerte, decidió abandonar la isla. Su esposa, Jessie, viajó antes a Australia para recibir tratamiento médico y luego regresó a Suecia. Falleció en Estocolmo a causa de malaria y cáncer el 19 de mayo de 1935. La salud de Pettersson también se deterioró.
Pettersson abandonó Tabar en 1935, pero nunca regresó a Suecia. Falleció de un infarto en Sídney, Australia, el 12 de mayo de 1937.

## En la cultura popular
Pettersson se convirtió en una figura popular en los medios de comunicación suecos en la década de 1930, y su vida apareció con frecuencia en las revistas femeninas de la época, como Husmodern y Vecko-Journalen.
Carl Pettersson es considerado la inspiración para Efraín Calzaslargas,  el padre de Pippi en la serie de libros infantiles Pippi Calzaslargas de Astrid Lindgren . En 2012, el guionista de cine Jorn Rossing Jensen informó que la productora sueca Mirijam Johansson, de la sueca Wanted Pictures, anunció en Cannes la adquisición de los derechos de Efraín Calzaslargas y la Princesa Caníbal , una película basada en un guion de Daniel Fridell y Ulf Stark, aprobada por Saltkråkan, esta última poseedora de los derechos de Lindgren.

## Lectura adicional
- Langer, Joakim; Regius, Hélena (2002). Langer, Joakim; Regius, Hélena (2002). Kung Kalle av Kurrekurreduttön – en resa i Efraim Långstrumps fotspår [El rey Charlie de la isla Kurrekurredutt: un viaje tras los pasos de Efraim Calzaslargas] (en sueco). Estocolmo: Forum. ISBN 978-9137120256. Langer, Joakim; Regius, Hélena (2002). Kung Kalle av Kurrekurreduttön – en resa i Efraim Långstrumps fotspår [King Charlie of Kurrekurredutt Island - a journey in Efraim Longstocking's footsteps] (en sueco). Stockholm: Forum. ISBN 978-9137120256.
- Langer, Joakim; Regius, Hélena; von Nike (tr. De sueco), Karen Müller (2004). Langer, Joakim; Regius, Hélena; von Nike (tr. from Swedish), Karen Müller (2004). Pippi & der König : auf den Spuren von Efraim Langstrumpf [Pippi y el rey: tras los pasos de Efraín Calzaslargas] (en alemán). München. ISBN 978-3471780978. Langer, Joakim; Regius, Hélena; von Nike (tr. from Swedish), Karen Müller (2004). Pippi & der König : auf den Spuren von Efraim Langstrumpf [Pippi & The king: in the footsteps of Efraim Longstocking] (en alemán). München. ISBN 978-3471780978.